# Koshigaya (Saitama)
Koshigaya (越谷市 Koshigaya-shi?) es una ciudad que se encuentra en Saitama, Japón.
Según datos de 2003, la ciudad tiene una población estimada de 314.021 habitantes y una densidad de 5.206,78 personas por km². El área total es de 60,31 km².
La ciudad fue fundada el 3 de noviembre de 1958.